# Cluster de cancer
Un cluster de cancer est une occurrence de cancers plus élevée que la normale au sein d'une population donnée, dans une aire géographique déterminée ou sur une période de temps donnée. Ce problème de santé publique est un objet d'étude épidémiologique et statistique. Des clusters professionnels sont historiquement documentés : cancer du scrotum des ramoneurs à Londres au XVIIIe siècle, ostéosarcome chez les ouvrières du radium dans le New Jersey aux alentours de 1917, le cancer de la peau des fermiers, le cancer de la vessie des ouvriers de la teinture exposés à l'aniline, et la leucémie et le lymphome des ouvriers de la chimie exposés au benzène, ou des enfants exposés au perchloroéthylène.

## Découverte et étude
La découverte d'un cluster est généralement le fruit de la suspicion du public, lorsqu'une ou plusieurs personnes rapportent que l'on a diagnostiqué des cancers similaires ou reliés à plusieurs membres de leur famille, à leurs amis, à leurs voisins ou à leurs collègues de travail. Les autorités sanitaires entament alors une étude statistique préliminaire, afin de vérifier si des recherches plus approfondies sont justifiées : les données collectées et vérifiées sont les types de cancers, le nombre de cas, l'étendue géographique et l'histoire clinique des patients. Seulement 5 % à 15 % des clusters suspectés sont statistiquement significatifs. La présence d'un cluster est d'autant plus probable qu'il s'agit d'un type de cancer unique et/ou d'un type de cancer rare (dans la population générale ou au sein d'une tranche d'âge donnée).

## Liste de clusters
| Date      | Type de cancer                 | Pays        | Localisation                    | Cas   | Source | Réf.   |
| --------- | ------------------------------ | ----------- | ------------------------------- | ----- | --- | ------ |
| 1917-1927 | ostéosarcome                   | États-Unis  | New Jersey Connecticut Illinois | 86    | Radium | ,      |
| 1938-1971 | adénocarcinome                 | États-Unis  |                                 | 750   | diéthylstilbestrol                                                                                             | ,      |
| 1963-1999 | cancer du poumon, mésothéliome | États-Unis  | Libby, Montana                  | 56    | vermiculite | [ 10 ] |
| 1967-1973 | angiosarcome du foie           | États-Unis  | Louisville, Kentucky            | 4     | chlorure de vinyle                                                                                             | [ 11 ] |
| 1968-1995 | leucémie, lymphome             | États-Unis  | Camp Lejeune, Caroline du Nord  | 13    | trichloréthylène 1,2-dichloroéthylène perchloroéthylène dichlorométhane chlorure de vinyle                     | ,      |
| 1968-1995 | leucémie                       | Royaume-Uni | Seascale, Sellafield            | 9     | uncertaine irradiation paternelle pré-conception? (Usine de munition ?, retraitement de déchets radioactifs ?) | ,      |
| 1973-1982 | tumeur du cerveau et du SNC    | États-Unis  | Comté de Cooke, Texas           | 16-29 | inconnue | [ 17 ] |
| 1978-1993 | Leucémie                       | France      | La Hague                        | 27    | inconnue (tritium ?)                                                                                           | ,      |
| 1979-1996 | tumeur du cerveau et du SNC    | États-Unis  | Toms River, New Jersey          | 90+   | SAN trimer? styrène acrylonitrile                                                                              | ,      |
| 1981-1986 | leucémie                       | États-Unis  | Woburn, Massachusetts           | 21    | chloroforme Tetrachloroethylene Trichloroethylene 1,2-Dichloroéthène Arsenic                                   | ,      |
| 1982-1984 | cancer du testicule            | États-Unis  | Comté de Fulton, New York       | 3     | diméthylformamide (DMF) 2-éthoxyéthanol acétate de 2-éthoxyéthyl 2-butoxyéthanol                               | [ 25 ] |
| 1987-1999 | tumeur du cerveau et du SNC    | États-Unis  | Wilmington, Massachusetts       | 20    | inconnue NMDA                                                                                                  | ,      |
| 1990-2005 | Leucémie                       | Allemagne   | Elbmarsch                       | 16    | inconnue actinide ? Plutonium 241 ? tritium ?                                                                  | ,      |
| 1997-2002 | leucémie, rhabdomyosarcome     | États-Unis  | Fallon, Nevada                  | 17    | inconnue tungstène ? arsenic ? chlorpyriphos-éthyl ? DDE ? benzène du kérosène ? mercure ?                     | ,      |